# Sillhövden
Sillhövden är en sjö i Karlskrona kommun i Blekinge och ingår i Lyckebyån-Nättrabyåns kustområde. Sjön är 14,4 meter djup, har en yta på 0,736 kvadratkilometer och befinner sig 93 meter över havet. Sjön avvattnas av vattendraget Silletorpsån. Vid provfiske har en stor mängd fiskarter fångats, bland annat abborre, braxen, gädda och gös.

## Delavrinningsområde
Sillhövden ingår i det delavrinningsområde (625398-148422) som SMHI kallar för Utloppet av Sillhövden. Medelhöjden är 109 meter över havet och ytan är 22,68 kvadratkilometer. Det finns inga avrinningsområden uppströms utan avrinningsområdet är högsta punkten. Avrinningsområdets utflöde Silletorpsån mynnar i havet. Avrinningsområdet består mestadels av skog (67 %). Avrinningsområdet har 1,47 kvadratkilometer vattenytor vilket ger det en sjöprocent på 6,5 %. Bebyggelsen i området täcker en yta av 0,94 kvadratkilometer eller 4 % av avrinningsområdet.

## Fisk
Vid provfiske har följande fisk fångats i sjön:
- Abborre
- Braxen
- Gädda
- Gös
- Lake
- Löja
- Mört
- Ruda
- Sarv
- Sik
- Sutare